# Иван Груев (писател)
Вижте пояснителната страница за други личности с името Иван Груев.
Иван Груев е български писател, поет и драматург.

## Биография
Роден е на
11 април 1936 г. в Стара Загора. Завършва българска филология в Софийския държавен университет, след което работи като учител в Нова Загора, редактор в Радио Стара Загора, секретар на Клуба на дейците на културата в Стара Загора и на други места.
Има издадени 13 стихосбирки, автор е на десетки пиеси, разкази, фейлетони, епиграми и сатира. Негови стихове са печатани в литературни сборници, в централния и в местния печат.
Носител е на десетки награди от национални литературни конкурси, на орден „Кирил и Методий“ – трета степен, както и на наградите за поезия „Стара Загора“ и „Николай Лилиев“. Наградата „Стара Загора“ за постижения в областта на културата му е присъдена от Община Стара Загора през 2007 г. за стихосбирката „Мигове от светлината“.
Негови пиеси („Черното коте“ и „Вълшебната билка“) са награждавани на национални конкурси за драматургия, а „Марсианчето“ е поставяна в Драматичния театър „Гео Милев“, Стара Загора.
Иван Груев издава първата си стихосбирка „Надежда за понеделник“ през 1982 г. Следват още 12 стихосбирки, последната е издадена година след смъртта му. Автор е на няколко пиеси за възрастни и за деца, на хумористични стихове и на епиграми. Превежда поезия от руски език.

## Стихосбирки
- „Надежда за понеделник“, 1982
- „Автострада“, 1990
- „Рисунки с въглен“, 1992
- „Разпадане на чудесата“, 1996
- „Лична зона“, 2003
- „Премълчавани признания“, 2004
- „Причастие“, 2005
- „Вино от залези“, 2005
- „Мигове от светлината“, 2006
- „Завръщането на думите“, 2007
- „От завоя на август“, 2008
- „Пречупване на светлината“, 2011 г. – избрани стихотворения
- „Откриване на сетивата“, 2014 г. – избрани стихотворения (2)